# Parti vert de l'Angleterre et du pays de Galles
 (octobre 2019).
Si vous disposez d'ouvrages ou d'articles de référence ou si vous connaissez des sites web de qualité traitant du thème abordé ici, merci de compléter l'article en donnant les références utiles à sa vérifiabilité et en les liant à la section « Notes et références ».
Le Parti vert de l’Angleterre et du pays de Galles (en anglais : Green Party of England and Wales et en gallois : Plaid Werdd Cymru a Lloegr), est le principal parti politique écologiste du Royaume-Uni, implanté en Angleterre et au pays de Galles. Il fait partie du Parti vert européen et a signé, avec les autres partis verts, la Charte des Verts mondiaux. Il est représenté à la Chambre des Communes par Caroline Lucas, et des députés verts sont élus au Parlement européen et à l'Assemblée de Londres.

## Histoire
Le Parti vert de l'Angleterre et du pays de Galles trouve ses origines dans le Parti GENS (People Party), devenu le Parti écologique (The Ecology Party) en 1975, et enfin le Parti vert en 1985 (Green Party), après l'absorption de la petite formation Alliance verte (créée en 1978). Les difficultés que rencontre le Parti vert à croître, notamment en raison du mode de scrutin uninominal majoritaire à un tour en vigueur pour les élections législatives, le pousse à adopter un programme très écologiste, tandis que les membres plus modérés rejoignent d'autres partis pour faire avancer leurs idées, notamment les Libéraux-démocrates.
Dans les années 1990, les membres écossais et nord-irlandais du Parti vert ont décidé d'un commun accord avec les membres anglais et gallois, de fonder leurs propres partis, le Parti vert écossais (Scottish Green Party) et le Parti vert d'Irlande du Nord (Green Party). De plus, le Parti vert du pays de Galles est devenu un parti régional autonome au sein Parti vert de l'Angleterre et du pays de Galles.
L'introduction d'un mode de scrutin proportionnel pour les élections européennes en 1999 a permis aux Verts d'obtenir depuis des élus au Parlement européen, et d'obtenir des scores bien supérieurs à ceux réalisés lors des élections générales.
Les élections générales de 2010 ont vu l'élection pour la première fois d'un membre des Verts au Palais de Westminster, Caroline Lucas, alors dirigeante du parti, remportant la circonscription de Brighton Pavilion.
De plus le parti bénéficie d'une importante implantation et d'élus locaux dans les villes de Brighton, Oxford, Lancaster, Norwich et à Londres.
Le Parti vert de l'Angleterre et du pays de Galles a en outre été représenté par l'un de ses membres à la Chambre des lords, lord Beaumont de Whitley, de 1999 à sa mort en 2008.

## Organisation
Jusqu'en 2008, le Parti vert ne possédait pas de président, pour des raisons idéologiques ; son organisation prévoyant alors deux principaux orateurs, un homme et une femme.
La direction du Parti vert a les fonctions suivantes : siège, politique, campagnes, élections, communications externes, appui local du parti, gestion, international, publications et finances. Le siège est l'organe principal vis-à-vis de la Commission électorale.
Selon les comptes 2004 étudiés par la Commission électorale, le Parti vert comptait 6 281 adhérents en fin d'année (alors qu'il comptait environ 20 000 militants en 1990). Son budget s’élève à environ un demi-million de livres (dont 86 794 £ pour le fonctionnement et le personnel).

## Dirigeants

### Présidents (depuis 2008)
- Caroline Lucas : 5 septembre 2008 - 3 septembre 2012
- Natalie Bennett : 3 septembre 2012 - 2 septembre 2016
- Caroline Lucas et Jonathan Bartley (en) : 2 septembre 2016 - 4 septembre 2018
- Siân Berry et Jonathan Bartley (en) : 4 septembre 2018 - 1er octobre 2021

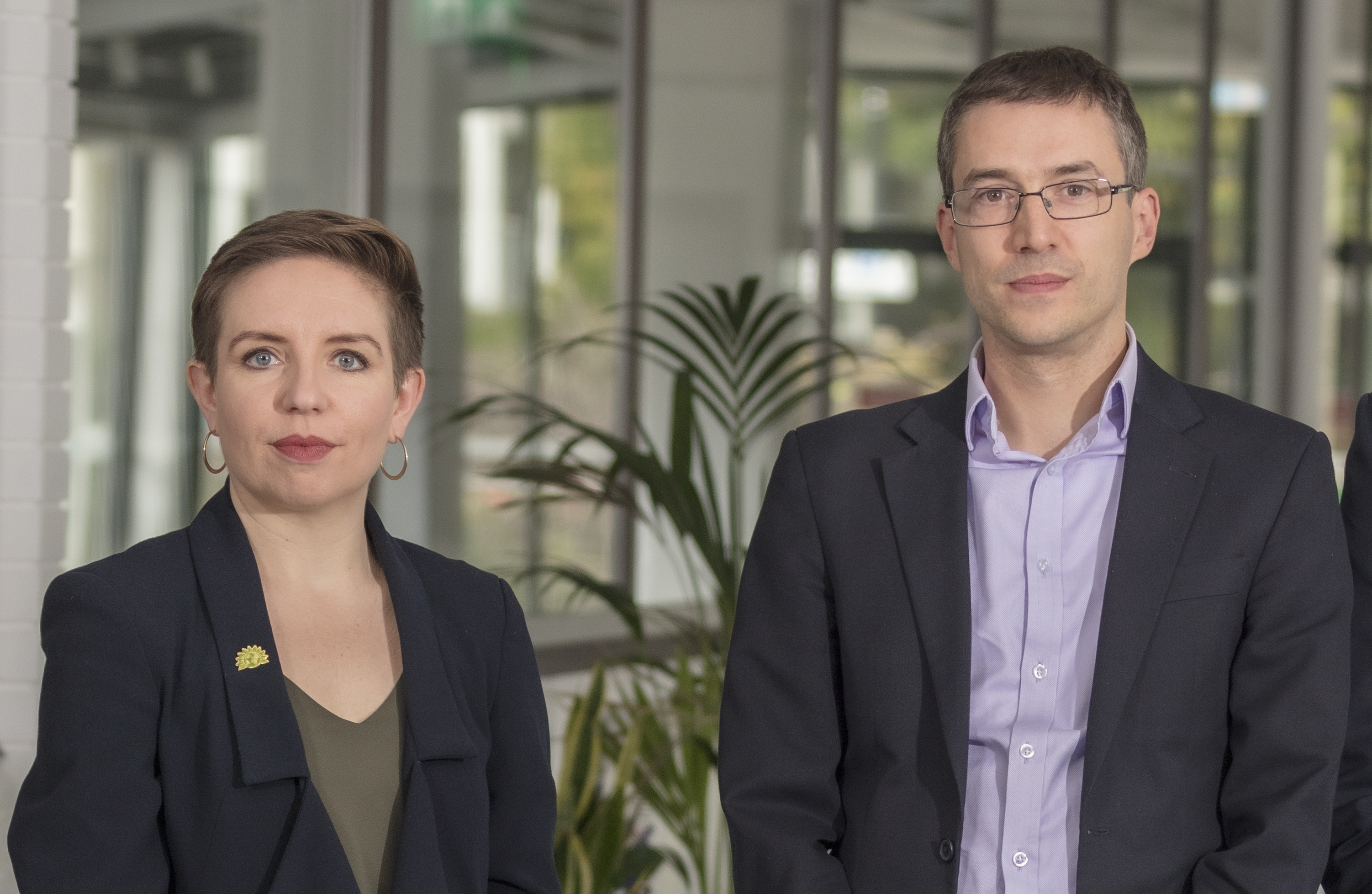
Carla Denyer et Adrian Ramsay (2022)

- Carla Denyer et Adrian Ramsay : depuis le 1er octobre 2021

## Résultats électoraux

### Élections générales britanniques
Résultats présentés à l'échelle de l'Angleterre et du pays de Galles.
| Année | %   | Mandats | Opposition          |
| ----- | --- | ------- | ------------------- |
| 1992  | 0,5 | 0 / 562 | Extra-parlementaire |
| 1997  | 0,2 | 0 / 569 | Extra-parlementaire |
| 2001  | 0,6 | 0 / 569 | Extra-parlementaire |
| 2005  | 1,0 | 0 / 569 | Extra-parlementaire |
| 2010  | 1,0 | 1 / 573 | Opposition          |
| 2015  | 3,8 | 1 / 573 | Opposition          |
| 2017  | 1,6 | 1 / 573 | Opposition          |
| 2019  | 2,7 | 1 / 573 | Opposition          |
| 2024  | 6.7 | 4 / 573 | Opposition          |

### Élections parlementaires galloises
| Année | Circonscriptions | Circonscriptions | Circonscriptions | Régions | Régions | Régions | Rang | Mandats |
| Année | Voix             | %                | Sièges           | Voix    | %       | Sièges  | Rang | Mandats |
| ----- | ---------------- | ---------------- | ---------------- | ------- | ------- | ------- | ---- | ------- |
| 1999  | 1 002            | 0,1              | 0 / 20           | 25 858  | 2,5     | 0 / 20  | 5e   | 0 / 60  |
| 2003  |                  |                  |                  | 30 028  | 3,5     | 0 / 20  | 5e   | 0 / 60  |
| 2007  |                  |                  |                  | 33 803  | 3,5     | 0 / 20  | 7e   | 0 / 60  |
| 2011  | 1 514            | 0,2              | 0 / 40           | 32 649  | 3,4     | 0 / 20  | 6e   | 0 / 60  |

### Élections européennes
Résultats présentés à l'échelle de l'Angleterre et du pays de Galles.
| Année | %    | Mandats | Groupe    |
| ----- | ---- | ------- | --------- |
| 1994  | 3,1  | 0 / 76  |           |
| 1999  | 6,3  | 2 / 76  | Verts/ALE |
| 2004  | 6,3  | 2 / 68  | Verts/ALE |
| 2009  | 8,1  | 2 / 63  | Verts/ALE |
| 2014  | 6,9  | 3 / 64  | Verts/ALE |
| 2019  | 11,8 | 7 / 64  | Verts/ALE |

### Parlementaires actuels
Le Parti vert dispose de :
- une députée à la Chambre des communes : Caroline Lucas, élue à Brighton Pavilion ;
- une représentante à la Chambre des lords : Jenny Jones (baronne Jones)